# Гребенюк Марія
Марія Гребенюк (нар. 30 листопада 1998, Донецьк) — супермодель, переможниця Супермодель по-українськи 3 сезон.

## Біографія
Марія Гребенюк народилася 30 листопада 1998 року в місті Донецьк, переїхала з родиною до Києва у травні 2003 року. На кастингу я була абсолютно чесною — просто розповіла експертам свою історію. "Думаю, вона [історія життя] їх зачепила. Ну і, звісно ж, я впевнена, що мої зовнішні дані зіграли далеко не останню роль у рішенні взяти мене у проект", — ділиться Маша.